# Barrage de la Sorme
Le barrage de la Sorme est situé au nord de Montceau-les-Mines. Il a été terminé en 1971 sur le cours de la Sorme, affluent de la Bourbince, afin de réguler les débits et de constituer une réserve d’eau potable en cas de sécheresse.
C’est le plus vaste plan d’eau de Saône-et-Loire avec 360 ha  pour 10 millions de m3 d’eau.

## Historique
L'aménagement de ce barrage implanté sur le territoire de la commune de Blanzy a été conduit sous l'égide du Syndicat intercommunal à vocations multiples (SIBM) du bassin minier de Montceau-les-Mines.
- 1966 : étude sommaire confiée par le SIBM aux Ponts et Chaussées.
- 1967 : rédaction d'une étude préliminaire.
- mai 1968 : dossier d'avant-projet établi par le service de l'Équipement, soumis en novembre suivant au Comité technique permanent des grands barrages.
- Mise en service en 1971.

## Description
D'une capacité supérieure à 10 millions de m³ (bassin versant : 62 km²), il alimente en eau potable depuis le début des années soixante le sud de la communauté urbaine Creusot-Montceau.
Il consiste en une digue en terre compactée haute de 13 à 14 mètres au-dessus du fond de la vallée. La crête a une longueur de 500 mètres et une largeur de 6,50 mètres permettant le passage d'une piste de service.
Un dispositif anti-pollution a été mis en place en 2021.

## Activités
Les activités de pêche depuis le bord sans amorçage et le canotage sans moteur sont les seules autorisées sur le lac.